# GP Sofie Goos
El GP Sofie Goos (oficialmente: Grote Prijs Sofie Goos) es una carrera ciclista profesional femenina de un día que se disputa anualmente a principios del mes de julio mediante un circuito urbano en el distrito de Borgerhout en la ciudad de Amberes en Bélgica.
La primera edición se disputó en el año 2016 con el nombre de Grote Prijs Borgerhout y fue ganada por la ciclista neerlandesa Floortje Mackaij. En 2017, la prueba fue renombrada como Grote Prijs Sofie Goos en nombre de la triatleta belga Sofie Goos con el fin de darle mayor promoción al evento. Desde el año 2018 la carrera hace parte del Calendario UCI Femenino como carrera de categoría 1.2 y del Lotto Cycling Cup femenino.

## Palmarés
| Año  | Ganador            | Segundo             | Tercero          |
| ---- | ------------------ | ------------------- | ---------------- |
| 2016 | Floortje Mackaij   | Laura Vainionpää    | Eva Van Den Born |
| 2017 | Sarah Inghelbrecht | Laura Vainionpää    | Loes Sels        |
| 2018 | Lorena Wiebes      | Janine van der Meer | Thi That Nguyen  |
| 2019 | Daniela Gass       | Kylie Waterreus     | Marthe Truyen    |

## Palmarés por países
| País         | Victorias |
| ------------ | --------- |
| Países Bajos | 2         |
| Bélgica      | 1         |